# Třída Shaldag
Třída Shaldag je třída rychlých hlídkových člunů vyvinutých na konci 90. let 20. století pro Izraelské námořnictvo loděnicí Israel Shipyards. Plavidla se mimo jiné vyznačují vysokou rychlostí a dobrými manévrovacími schopnostmi (Např. zrychlení na maximální rychlost 45-50 uzlů za jednu hodinu, poměr obrátky při plné rychlosti na pouhých 100 yardech.). Jsou vhodná pro operace při pobřeží a na řekách, kde je třeba nízký ponor. Dalšími uživateli třídy jsou Argentina, Ázerbájdžán, Kypr, Nigérie, Rovníková Guinea, Rumunsko, Senegal a Srí Lanka.

## Konstrukce

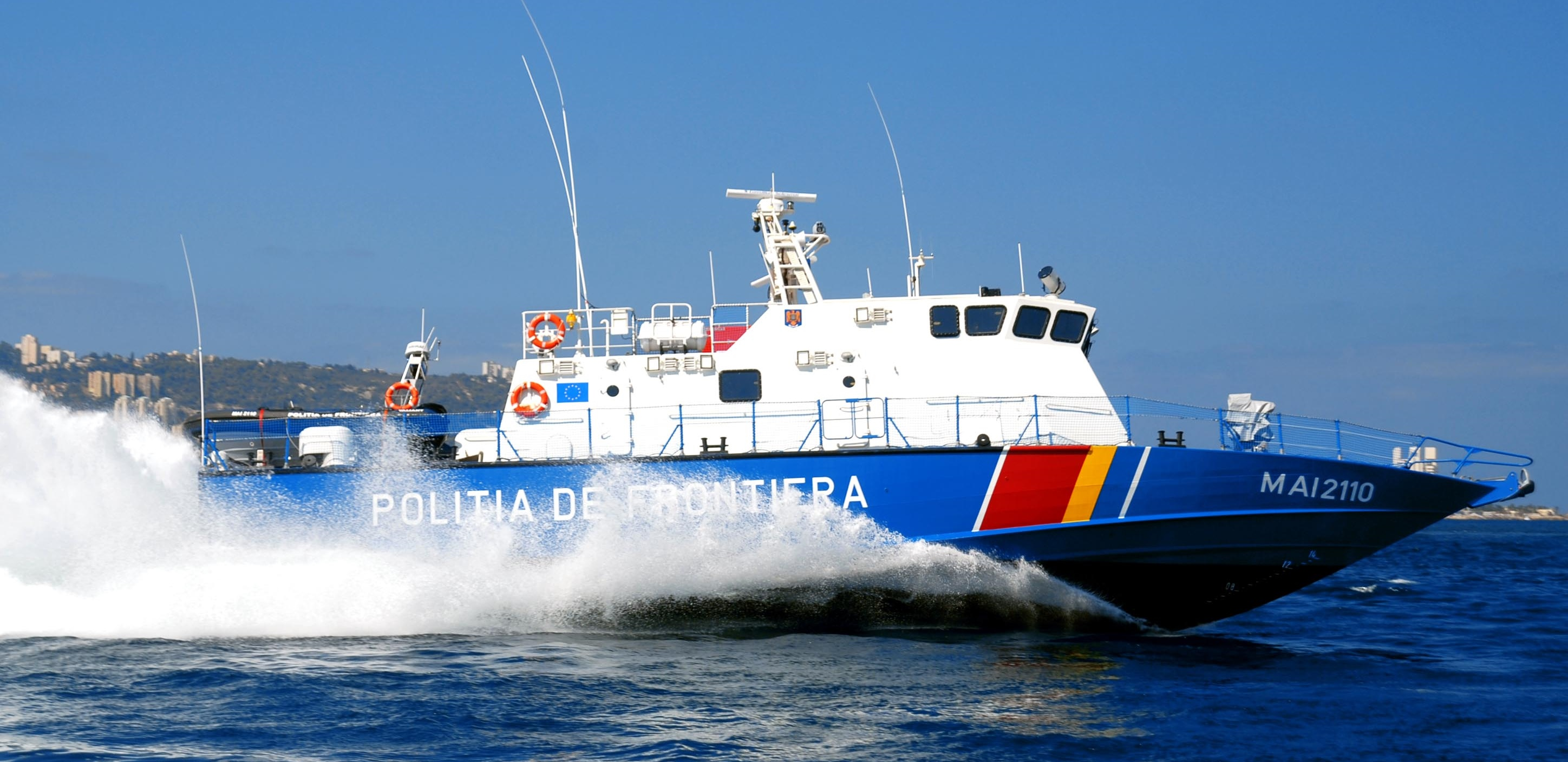
Rumunský člun MAI 2110 verze Shaldag Mk IV

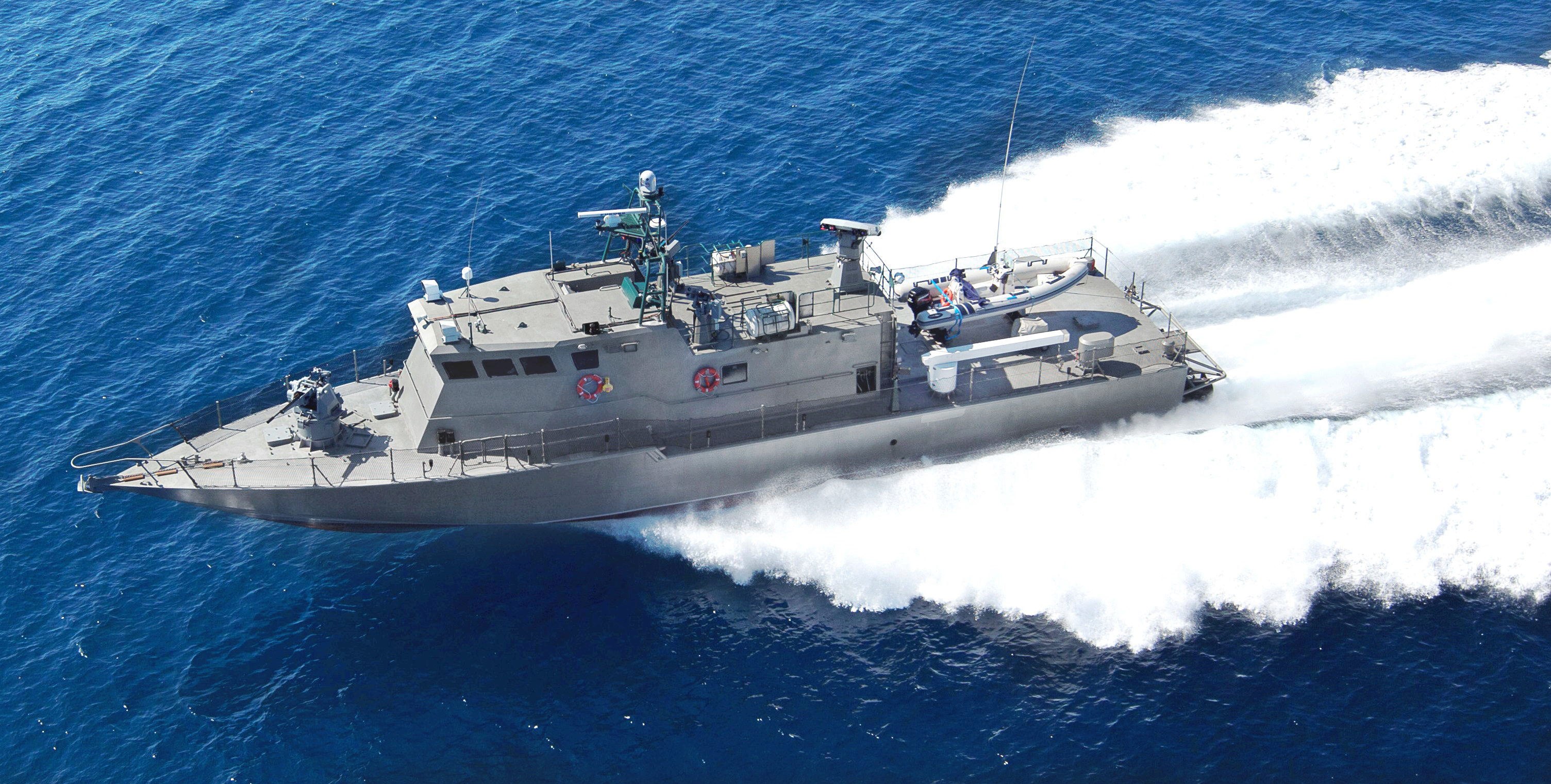
Shaldag Mk V vyzbrojený zbraňovou stanicí TYPHOON, dvěma MINI-TYPHOON a čtyřmi řízenými střelami

### Shaldag Mk II
Hlídkový člun s vysokou rychlostí vhodný například proto pašerákům a k potírání terorismu. Jedná se o verzi vylepšenou na základě zkušeností s provozem verze Shaldag Mk I. Posádku tvoří 8-10 osob. Trup a nástavby jsou ze slitin hliníku. Trup je rozdělen do šesti vodotěsných oddělení. Elektroniku tvoří navigační a vyhledávací radary. Plavidla mohou nést dva 20mm kanóny (jeden na přídi a druhý na zádi) a dva 12,7mm kulomety na bocích. Příďový kanón může mít ráži až 30 mm.
Čluny pohánějí dva diesely a dvě vodní trysky. V minulosti byly možné dvě kombinace: diesely MTU 12V 396TE a vodní trysky KaMeWa, nebo diesely Deutz MWM 16V TBD 620 a vodní trysky LIPS. Později byl pohonný systém změněn na dva diesely MTU 16V2000 (nebo MTU 12V4000) a pohánějící vodní trysky MJP 550DD (nebo MJP 650DD). Nejvyšší rychlost verze Mk II dosahuje 45 uzlů.

### Shaldag Mk III/IV

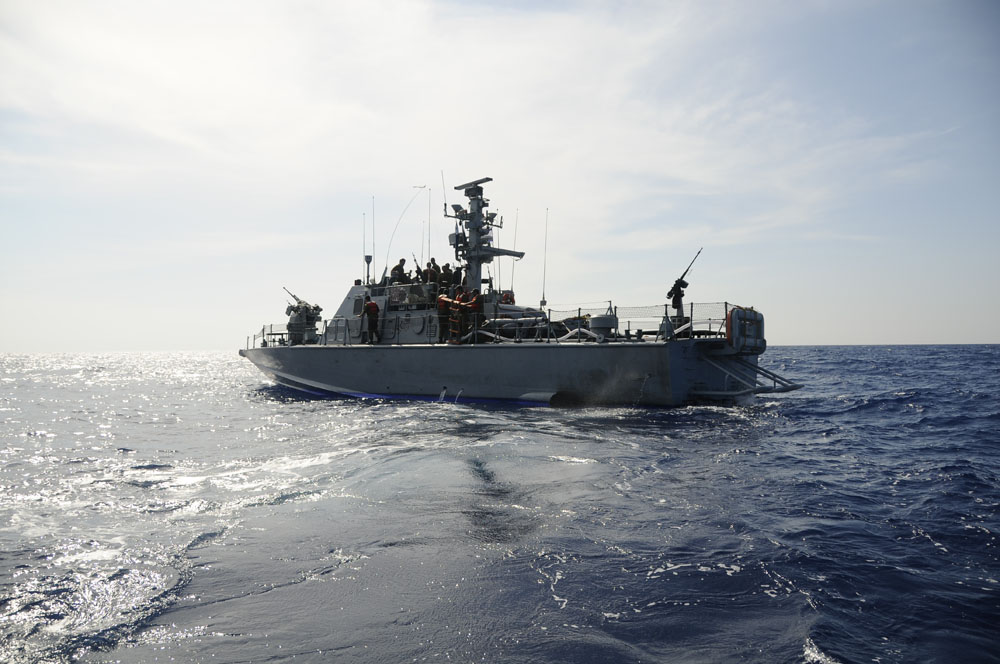
Izraelský čluny verze Shaldag Mk III

Prodloužená modernizovaná verze typu Mk II vyvinutá pro Izraelské námořnictvo. Nejvyšší rychlost dosahuje 43 uzlů.

### Shaldag Mk V
Plavidlo je vybaveno vyhledávacím radarem, elektrooptickým senzorem Rafael TOPLITE (popř. IAI POP). Výzbroj tvoří jeden 23mm kanón ve zbraňové stanici Typhoon, dva 7,62/12,7mm kulomety ve zbraňových stanicích Mini-Typhoon, osobní zbraně posádky a čtyři protitankové řízené třely Spike ER. Střel může být až osm. Nejvyšší rychlost dosahuje 40 uzlů.

### Základní parametry
Základní parametry různých verzí třídy Shaldag
| Verze             | Výtlak | Délka  | Šířka | Ponor  | Rychlost | Posádka | Dosah          |
| ----------------- | ------ | ------ | ----- | ------ | -------- | ------- | -------------- |
| Shaldag Mk II     | 58 t   | 24,8 m | 6 m   | 1,15 m | 45 uzlů  | 8–10    | 650 nám. mil   |
| Shaldag Mk III/IV | 64 t   | 26,7 m | 6 m   | 1,2 m  | 43 uzlů  | 12      | 700 nám. mil   |
| Shaldag Mk V      | 95 t   | 32,2 m | 6,4 m | 1,25 m | 40 uzlů  | 14      | 1 000 nám. mil |

## Uživatelé

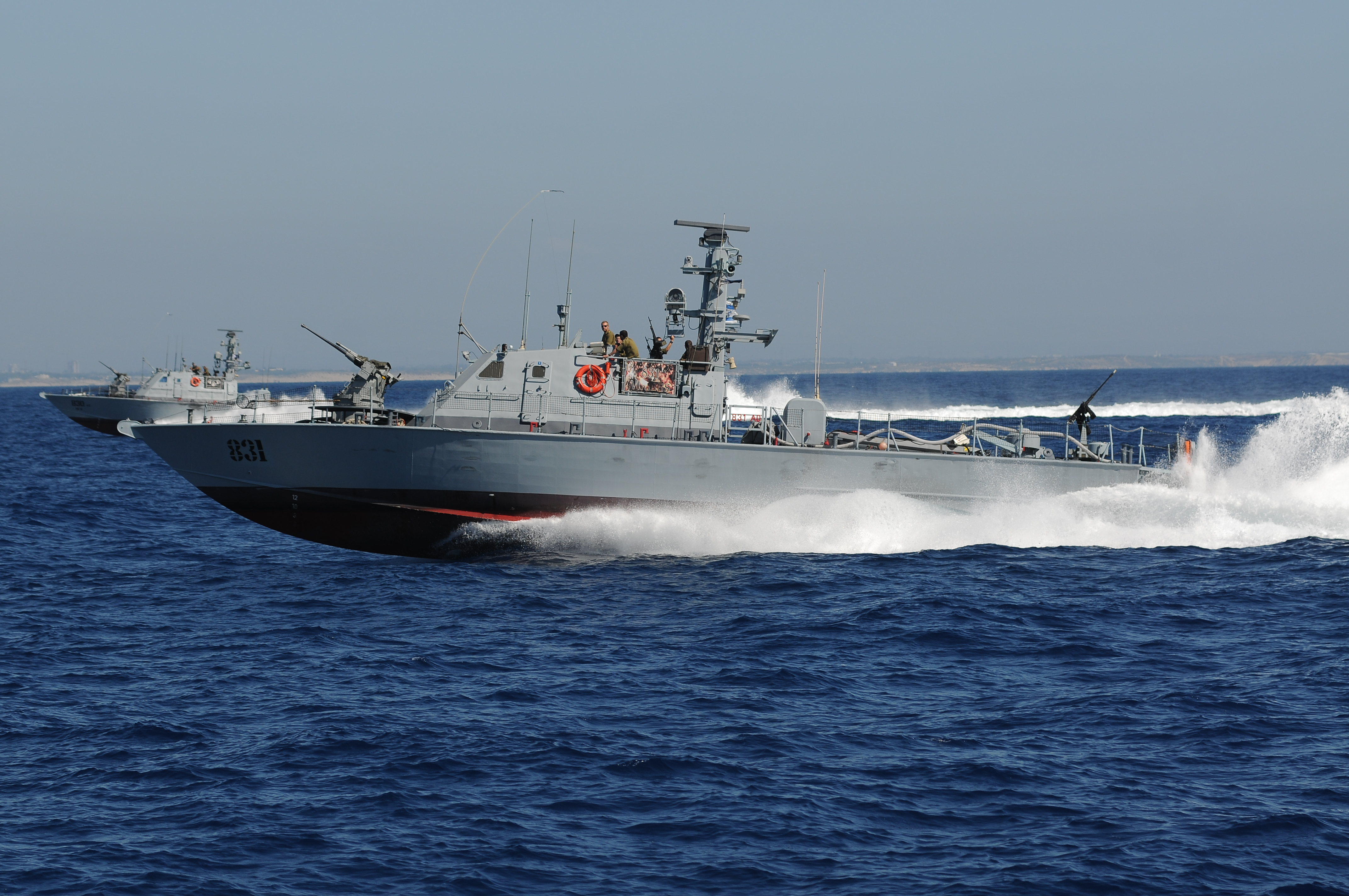
Izraelský člun verze Shaldag Mk III

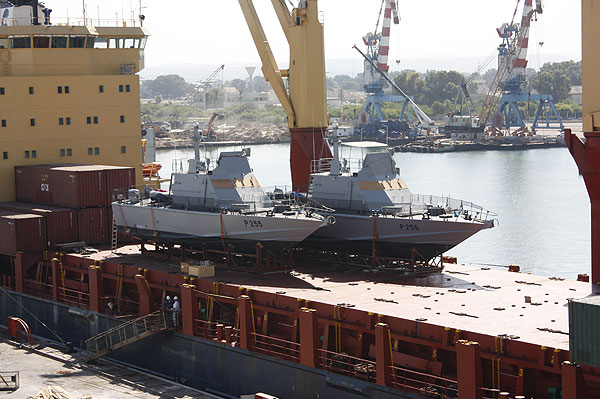
Dva čluny verze Shaldag Mk II před dodáním námořnictvu Rovníkové Guiney

- Argentina: Argentinská pobřežní stráž v prosinci 2016 objednala čtyři hlídkové čluny verze Shaldag Mk II. První člun Guaraní (GC 195) byl na vodu spuštěn v lednu 2018.[6] První dva čluny byly předány v květnu 2018 a druhé dva čluny byly v listopadu téhož roku.

- Ázerbájdžán: Ázerbájdžán pro svou pobřežní stráž v Izraeli objednal šest hlídkových člunů verze Shaldag Mk V (trupová čísla S 301-306) a hlídkových lodí třídy OPV 62 odvozených od raketových člunů třídy Sa'ar 4. Plavidla jsou stavěna v nové domácí loděnici Türkan z dílů vyrobených v Izraeli. Poslední člun byl na vodu spuštěn 16. září 2015.[5]

- Filipíny: Filipínské námořnictvo v rámci programu Fast Attack Interdictor Craft-Missile (FAIC-M) objednalo devět člunů verze Shaldag Mk V jako hlídkový loď třídy Acero. Čtyři z nich nesou řízené střely Spike NLOS s dosahem 25 km.[7] První dva čluny BRP Nestor Acero (PG-901) a BRP Lolinato To-ong (PG-902) byly pokřtěny v září 2022 a uvedeny do provozu 28. listopadu 2022, druhé dva čluny BRP Gener Tinangag (PG-903) a BRP Domingo Deluana (PG-905) byly uvedeny do provozu 26. května 2023 a třetí dva čluny BRP Herminigildo Yurong (PG-906) a BRP Laurence Narag (PG-907) dne 21. května 2024. BRP Tomas Campo (PG-908) byl uveden do provozu 13. listopadu 2024 a BRP Albert Majini (PG-909) dne 20. května 2025 (PG-906 až PG-909 nese střely Spike NLOS).

- Izrael: Izraelské námořnictvo od roku 2003 provozuje pět hlídkových člunů verze Shaldag Mk III (trupová čísla 840-844).[1] Roku 2021 objednány čtyři čluny verze Shaldag Mk V.[8]

- Kypr: Kyperská přístavní a námořní policie provozuje jeden hlídkový člun verze Shaldag Mk II pojmenovaný Odysseas (PV22).

- Nigérie: Nigerijské námořnictvo provozuje pět hlídkových člunů verze Shaldag Mk II (trupová čísla P261-P265). Poslední dva čluny (P264 a P265) do služby vstoupily 11. února 2011.[9]

- Rovníková Guinea: Námořnictvo Rovníkové Guiney roku 2005 získalo dva hlídkové čluny verze Shaldag Mk II pojmenované Isla de Corisco (255) a Isla de Annobon (256).[10]

- Rumunsko: Rumunská pobřežní stráž provozuje tři hlídkové čluny verze Shaldag Mk IV. První dva čluny (trupová čísla MAI 2110 a MAI 2111) byla uvedena do provozu 22. září 2010 a třetí jednotka (MAI 2112) byla 15. listopadu téhož roku.

- Senegal: Senegalské námořnictvo provozuje tři hlídkové čluny verze Shaldag Mk II pojmenované Anambe, Soungrougrou a Cachouane a jednu jednotku verze Mk V pojmenovanou Lac Retba. Dodávky v roky 2019–2020.[11]

- Srí Lanka: Srílanské námořnictvo provozuje sedm hlídkových člunů verze Shaldag Mk II postavených Israel Shipyards.[1]